# Koncentrat (metalurgia)
Koncentrat – produkt wzbogacania niskoprocentowych rud metali (np. cynku, miedzi) lub innych kopalin (np. fosforytów, rud siarki). Uzyskuje się go najczęściej przez hydrauliczne lub pneumatyczne oddzielenie z rozdrobnionego urobku skały płonnej lub przez flotacje.